# Événements cubains attribués aux États-Unis par le gouvernement cubain
Pour un article plus général, voir Histoire de Cuba.
Cet article recense les événements survenus sur l'île de Cuba que le gouvernement cubain attribue aux États-Unis depuis 1971.

## La peste porcine
En 1971, une épidémie de peste porcine africaine fut importée par des organisations anticastristes soutenues par la CIA, ce qui fut révélé par la presse américaine en 1977. Les Cubains durent euthanasier la moitié de leurs porcs pour enrayer la maladie. En 1981, une épidémie de dengue tua 188 personnes, ce qu'une enquête internationale des pays du bloc de l'Est, conduite peu après, attribua aux Américains. En 1988, le procès du chef d'Omega 7, Eduardo Arocena, pour le meurtre du diplomate cubain Félix García, en apporta de nouvelles preuves. D'autres pathologies telles que la mycète du tabac ou le smut de la canne à sucre leur furent attribuées.

## Les actions deLuis Posada Carriles
Lire l'article détaillé : Luis Posada Carriles 
Posada est un cubain, anticastriste. Il aurait participé à l'explosion d'un avion cubain, qui fit 73 victimes en 1976 au Venezuela  . Il réussit à s'échapper de sa prison vénézuélienne où il était détenu avant son procès final. Il s'est ensuite réfugié aux États-Unis, à Miami, d'où il peut préparer des actions anti-Castro. Il est notamment membre de la Cuban-American National Foundation, qui participa à l'Opération Condor.
Posada est également un ancien agent des services de renseignements des États-Unis, la CIA, et c'est l'une des raisons présumée pour laquelle les États-Unis n'aurait pas empêché ses actions jusqu'à présent.
Posada a également organisé une série d'attentats à l'explosif en 1997 dans des hôtels de luxe à Cuba, afin de décourager le tourisme et ainsi nuire à l'économie cubaine. Un italien est mort dans ses attentats. Posada expliqua ses actions dans une interview pour le New York Times en 1998, en explicitant ses méthodes.
En 2000, il fit partie d'une conspiration avec Gaspar Jiménez, Pedro Remón et Guillermo Novo Sampol, afin d'assassiner Fidel Castro lors d'un sommet à Panama. Ils furent finalement graciés par le président panaméen, et purent se réfugier aux États-Unis.
Une manifestation de plus d'un million de personnes à La Havane en 2005 a réclamé son extradition, afin de le juger pour terrorisme. Le gouvernement vénézuélien demande également son extradition.
Posada a finalement été arrêté aux États-Unis, mais aucun jugement n'a encore eu lieu.

## Les plaintes de Cuba à l'encontre des États-Unis
Depuis le début de la guerre contre le terrorisme, le gouvernement cubain réclame auprès de l'ONU l'arrêt du soutien américain au terrorisme contre Cuba :

« Les actions agressives et terroristes réalisées par le gouvernement nord-américain contre Cuba, dès le premier moment de la Révolution, ont causé 3 478 morts, dont beaucoup de femmes et d'enfants, et 2 099 invalides permanents, comme l'a démontré la Demande pour dommages humains interposée par des organisations sociales du pays devant les tribunaux du pays. »

## Articles et reportages
- (fr) Washington contre Cuba. Un demi-siècle de terrorisme, 2005
- (fr) Point de vue et Points de vue d'un média cubain
- (fr) Le terroriste anti-castriste qui embarrasse Washington, sur RFI
- (en) Key Cuba Foe Claims Exiles' Backing, The New York Times, 1998
- (en) How authentic journalists caught an international terrorist in Mexico, from the original version in Spanish, published in NarcoNews and also in the very same ¡Por Esto! (here). Published June 21, 2005.
- (en) Miami Herald articles on Luis Posada Carriles. Accessed April 13, 2005.
- (en) Keeping things in perspective: Cuba and the question of international terrorism By Anya K. Landau and Wayne S. Smith. November 6, 2001. Center for International Policy. Accessed April 13, 2005.
- (en) Terrorist Cuban Exile Luis Posada Carriles Seeking Political Asylum in U.S.. Print friendly  Transcript Segment available in Streaming Real Audio and 128k Real Video. Guest: Ann Louise Bardach. Interviewer: Amy Goodman. Democracy Now!. Monday, May 9th, 2005. Retrieved May 12, 2005.
- (en) Hypocrisy on Terrorism: The Case of Luis Posada By Jeff Cohen, published in Los Angeles Times in September 1989, reproduced in the Spanish-English language website Antiterroristas, also reproduced here (with added links) by Fairness & Accuracy in Reporting.
- (en) Biography of Luis Posada Carriles. Accessed November 14, 2005.
- (en) "U.S. will harbor 'Osama Bin Laden of Latin America'", The Free Press, October, 2005
- (en) Posada Carriles, Orlando Bosch and the Downing of Cubana Flight 455: A Glimpse into the Mind of a Terrorist, Counterpunch, April 11, 2006. By Jose Pertierra, an attorney, practicing in Washington, D.C. He represents the Venezuelan government in the case of Luis Posada Carriles.